# Pueblo ladino (América Central)
El término ladino se deriva de la palabra «latino», y se utiliza en América Central para referirse a la población mestiza o «hispanizada». El término no debe confundirse con el idioma ladino de los sefardíes, aunque recibieron el nombre de indios ladinos porque su acento o pronunciación recordaba a los conquistadores españoles a los sefardíes por su manera de hablar, de forma muy similar al judeoespañol de los sefardíes españoles.
El término surgió durante el periodo colonial, para indicar a la población hispanohablante que no era parte de la élite colonial conformada por la población peninsular y criolla, ni de la población indígena.

## Guatemala
En Guatemala, la población ladina tiene reconocimiento oficial como grupo étnico, e incluye tanto a la  población mestiza y blanca, como a la población de ascendencia indígena que se considera mestizada culturalmente. El Ministerio de Educación de Guatemala lo define de la siguiente forma: La población ladina ha sido caracterizada como una población heterogénea que se expresa en idioma español como idioma materno, que posee determinadas características culturales de arraigo hispano matizadas con elementos culturales indígenas y viste a la usanza comúnmente llamada occidental. Consiguientemente, los censos de población incluyen la población ladina como uno de los diferentes grupos étnicos que viven en el país centroamericano.